# Sim ou Não
«Sim ou Não» (Si o no en español) es una canción de la artista musical brasileña Anitta grabada para su cuarto álbum de estudio, lanzada en 2016. Cuenta con la participación del cantante colombiano Maluma, siendo lanzada en 28 de julio de 2016 por Warner Music.
Fue compuesta por la propia Anitta, junto con Umberto Tavares y Jefferson Junior, además de que las partes en español fueron compuestas por el cantante Maluma. En octubre de 2016, entró para la banda sonora de la película É Fada!. El día 9 de diciembre de 2016 fue lanzada la versión completamente en español de la música con el título "Sí o no".

## Vídeo musical
El video musical de la canción fue grabado el 4 de julio de 2016 en un club nocturno en la Ciudad de México, siendo dirigido por el dominicano Jessy Terrero, que ya trabajó con artistas como Enrique Iglesias, Anahí, Ricky Martin y Jennifer Lopez.
Un nuevo vídeo musical para la versión en español fue grabado y fue lanzado el día 9 de diciembre, siendo dirigido por el dominicano Jessy Terrero responsable por la versión original del vídeo.

## Presentaciones en vivo
La primera presentación de la canción aconteció en el programa Caldeirão do Huck de Rede Globo, en 6 de agosto de 2016. Anitta cantó la canción en el programa Encontro com Fátima Bernardes en 17 de agosto. Ella cantó el sencillo en 23 de agosto en el programa presentado por ella misma, Música Boa Ao Vivo, en Multishow. También presentó la canción en el Programa da Sabrina en 27 de agosto, y el día siguiente, cantó en el Hora do Faro, ambos programas de la Rede Record. El día 9 de noviembre presentó la canción en el escenario de X Factor, en la Rede Bandeirantes. Anitta presentó la canción en la 21.ª edición de Melhores do Ano de la Red Globo. Todas esas presentaciones acontecieron sin la presencia del cantante Maluma. Los días 29 y 30 de abril de 2017, Anitta y Maluma hicieron dos conciertos en Brasil, uno en Río de Janeiro y otro en São Paulo, que juntos, reunieron más de 15 mil personas. En 7 de mayo del mismo año, presentaron el sencillo en el programa Música Boa Ao Vivo en el canal Multishow. El día 10 de mayo presentaron "Sí o No" en el programa Altas Horas, de la Red Globo. El día 11 del mismo mes, Anitta cantó nuevamente la canción en el programa Hora do Faro en la Record, esa vez con la participación de Maluma.

## Desempeño comercial
En Brasil, la canción estrenó en primer lugar en el iTunes, ya en México, entró en 200.º, llegando la posición 60.ª.